# Smack This!
Smack This – pierwszy album DVD hardrockowej grupy Godsmack. Materiał na płytę zbierany był przez pięć lat, przez ten czas zespół wydał dwa albumy studyjne oraz odbył dziesięć tras koncertowych. Na albumie zawarte są wywiady z grupą, wygłupy członków zespołu za sceną oraz nagrania z koncertów.

## Lista utworów
1. "Whatever"
2. "Immune"
3. "Voodoo"
4. "Get Up, Get Out!"
5. "Time Bomb"
6. "Walk" (z zespołem Pantera)
7. "Keep Away"
8. "Stress"
9. "Moon Baby"

## Twórcy
- Sully Erna - wokal, gitara rytmiczna
- Tony Rombola - gitara prowadząca, wokal wspierający
- Robbie Merrill - gitara basowa, wokal wspierający
- Tommy Stewart - perkusja